# Hora Svatého Šebestiána
Hora Svatého Šebestiána là một làng thuộc huyện Chomutov, vùng Ústecký, Cộng hòa Séc.